# Field Programmable Analog Array
FPAA (ang. field programmable analog array) – rodzaj programowalnego układu analogowego. Programuje się podobnie jak układy FPGA. Projektant ma do dyspozycji konfigurowalne analogowe bloki CAB (Configurable Analog Block). CAB są zbudowane na zasadzie przełączanych pojemności. Dają one do dyspozycji projektantowi wzmacniacze operacyjne, klucze analogowe, rezystory i kondensatory o zmiennej wartości.
FPAA są stosowane jako układy wstępne dla procesorów sygnałowych DSP. Służą do budowania filtrów. W torach cyfrowego przetwarzania sygnałów są stowane jako filtry anty-aliasing przed przetwornikami analogowo-cyfrowymi i po przetwornikach cyfrowo-analogowych w celu spełnienia twierdzenia Kotielnikowa-Shannona. Dodatkowo znajdują zastosowanie w budowie regulatorów.
Schemat działania FPAA przedstawia rys. 1. Bloki CAB połączone są ze sobą za pomocą magistrali (Interconnection Network). Oprócz tego na początku i końcu przyłączone są w podobny sposób bloki Input Block i Output Block.
Dostępna szerokość pasma zawiera się pomiędzy 125 kHz – 4 MHz dla produkowanych układów ciągłych lub dyskretnych.
Programowalne Analogowe Układy Scalone (FPAA) mają wiele zalet:
- Praktycznie nieograniczona możliwość rekonfiguracji bloków analogowych, co w konwencjonalnych metodach jest równoznaczne z wymianą elementów elektronicznych, a najczęściej całej płytki drukowanej.
- Wyeliminowanie konwerterów A/D (analog/cyfra) oraz D/A (cyfra/analog) powodujących „zubożenie” sygnału.
- Mniejszy pobór mocy w porównaniu z cyfrowymi odpowiednikami jest istotny przy zastosowaniach m.in. bezprzewodowych.